# Ischiolobos notios
Ischiolobos notios là một loài ruồi trong họ Asilidae. Ischiolobos notios được Londt miêu tả năm 2005. Loài này phân bố ở vùng nhiệt đới châu Phi.